# Octavio Mora
Jesús Octavio Mora Llamas (Guadalajara, 28 novembre 1965) è un allenatore di calcio ed ex calciatore messicano, di ruolo attaccante.
È il padre di un altro calciatore, Jorge Mora (1991).